# پرچم گرینلند
پرچم گرینلند برای اولین بار در ۲۱ ژوئن ۱۹۸۵ به رسمیت شناخته شد. به‌عنوان پرچم غیر نظامی و پرچم استان و نشان غیر نظامی شناخته می‌شود و هم‌چنین دارای تناسب ۲:۳ می‌باشد.